# 이시바시촌 (후쿠시마현)
이시바시촌(石橋村)은 1942년까지 후쿠시마현 소마군 서부에 있던 촌이다. 현재의 이타테촌 우스이시,니마이바시, 가야, 세키네, 마에다, 마쓰즈카에 해당한다.

## 역사
- 1889년 4월 1일 - 정촌제 시행과 함께 6촌이 합병해 나메카타군 이시바시촌이 성립하였다.
- 1896년 4월 1일 - 나메카타군과 우다군이 합병해 소마군이 성립하여, 소마군 이시바시촌이 되었다.
- 1942년 4월 1일 - 이소촌에 편입되었다.

## 지역

### 인구
| 1920년 | 886명   |  |
| 1925년 | 959명   |  |
| 1930년 | 992명   |  |
| 1935년 | 1,068명 |  |
| 1940년 | 1,101명 |  |

## 참고문헌
- 『飯舘村史』第一巻（福島県相馬郡飯舘村、1979年）